# Bolesław Śliwicki
Bolesław Śliwicki (ur. 11 października 1966 w Gubinie) – polski poeta, prozaik, dziennikarz.
Autor tomików wierszy: Rzeczy Pospolite (1991), Dzikie Kaczki (1992), Moje Księżyce (1993). Twórca opowiadań satyrycznych i rozprawek społeczno-politycznych. Pisuje dla krajowych i emigracyjnych pism, często pod pseudonimami: Jan Posz, Paweł Strugg i innymi.
Na początku lat 90. XX w. (w okresie tzw. transformacji ustrojowej) pomagał wychodzącym z więzień znaleźć kwaterunek, pracę, miejsca terapii alkoholizmu, ośrodki przyuczające do zawodów, itp.
W latach 2000–2004 redaktor naczelny śląskiego tygodnika „Gazeta Powszechna”. W latach 2007–2009 prowadził internetowy portal telewizji Polonica.TV.
Wraz z Markiem Kotańskim zainicjował działalność Ruchu Gliwickich Serc (akcja miała na celu zaktywizowanie lokalnych środowisk młodzieżowych i ich uczestnictwo we władzach samorządowych).
Animator akcji Otwarte Miasto. Zabiegał, by Gliwice każdego roku, w pierwszą niedzielę
po dniu 1 czerwca stawały się Stolicą Dzieci. Przekonywał, by na ten okres przekazać dzieciom polityczną władzę w mieście, pozwolić im bez skrępowania artykułować w mediach postulaty oraz bezpłatnie udostępnić kina, bary i komunikację.
Mieszka w Stanach Zjednoczonych.